# Nikos Aliagas
Nikos Aliagas, pseudonimo di Nikólaos Aliágas (Parigi, 13 maggio 1969), è un giornalista, conduttore radiofonico e attore francese con cittadinanza greca.

## Biografia
Suo padre Andreas (1938-2017), era sarto, emigrato in Francia nel 1964, mentre la madre Harula era infermiera, incontrata da Andreas nel maggio del 1968 all'aeroporto di Parigi, a causa di uno sciopero. In quegli anni la madre era attiva a Londra.
Dal 1993 al 1999, Aliagas è stato giornalista per Euronews, che all'epoca era alla ricerca di giornalisti multilingue: Aliagas parlava cinque lingue (francese, greco, spagnolo, inglese e italiano) ed è diventato un reporter politico di alto profilo. Allo stesso tempo, ha presentato il telegiornale sul canale TMC, sotto il nome di Nicolas Aliagas. Nel 1998 è stato notato dalla produttrice Estelle Gouzi, che lo ha ingaggiato per il nuovo spettacolo di Christine Bravo, Union libre, in onda su France 2. Allo stesso tempo, è stato il presentatore del telegiornale delle 20:30 su Alter Channel ad Atene. Nel 2001, Aliagas ha condotto Star Academy su TF1 e, nel 2005, ha presentato Celebrity Dancing sullo stesso canale. Nel settembre 2013, Aliagas è stato insignito di un francobollo con la sua immagine in Grecia. Nel 2017, Aliagas ha presentato Ce soirée là, la suite su TF1. Nello stesso anno, ha presentato il concerto tributo One Love Manchester su TMC.

## Opere
- (FR) Allez voir chez les Grecs: La mythologie ou l'école de la vieurl=https://archive.org/details/allezvoirchezles0000niko, LGF/Le Livre de Poche, 21 febbraio 2004, ISBN 978-2253107989.
- (FR) Nikos now, Editions de l'Acanthe, 2011, ISBN 978-2849421222.
- (FR) L'épreuve du temps, Editions de la Martinière, 11 ottobre 2018, ISBN 978-2732488134.

## Filmografia

### Cinema
- 8th Wonderland, regia di Nicolas Alberny e Jean Mach (2009)
- Stars 80, regia di Frédéric Forestier e Thomas Langmann (2012) - cameo
- Turf, regia di Fabien Onteniente (2013) - cameo
- Le Rêve d'Icare, regia di Costa Natsis (2014)
- Tamara Vol.2, regia di Alexandre Castagnetti (2018) - cameo
- Mrs Mills - Un tesoro di vicina, regia di Sophie Marceau (2018) - cameo

### Televisione
- R.I.S Police scientifique - serie TV (2009)
- Facteur chance, regia di Julien Seri (2009)
- Nos chers voisins, regia di Stephan Kopecky, Gérard Pautonnier, Denis Thybaud, Pierre Leix-Cote e Emmanuel Rigaut - serie TV (2012)
- Pourquoi je vis, regia di Laurent Tuel - serie TV (2020) - cameo
- I love you coiffure, regia di Muriel Robin - serie TV (2020)
- Ils s'aiment... enfin presque!, regia di Hervé Brami - serie TV (2022)
- Tous Inconnus, regia di Nicolas Hourès - serie TV (2022) - cameo
- Je te promets, regia di Brigitte Bémol e Julien Simonet - serie TV (2023) - cameo